# Luiz Alberto
Luiz Alberto, właśc. Luiz Alberto da Silva Oliveira (ur. 1 grudnia 1977 w Rio de Janeiro) – brazylijski piłkarz, występujący na pozycji środkowego obrońcy.

## Kariera klubowa
Luiz Alberto rozpoczął piłkarską karierę w CR Flamengo w 1995 roku i grał w nim do 1999 roku. Z Flamengo dwukrotnie zdobył mistrzostwo stanu Rio de Janeiro – Campeonato Carioca w 1996 i 1999, Copa Mercosur 1999 oraz Copa de Oro Sudamericana 1996.
Dobra gra zaowocowała transferem do Europy. W sezonie 2000/2001 występował we francuskim AS Saint-Étienne, jednak szybko opuścił Francję i zawędrował do hiszpańskiego San Sebastian do Realu Sociedad. W sezonie 2001/2002 rozegrał 30 spotkań. Mimo tego następne kilkanaście miesięcy spędził na wypożyczeniach w SC Internacional i Clube Atlético Mineiro. Sezon 2004/2005 spędził w Realu Sociedad. Po powrocie do Brazylii przez półtora roku występował w Santosie FC, z którym sięgnął po mistrzostwo stanu São Paulo – Campeonato Paulista 2006.
Od stycznia 2007 Luiz Alberto występował we Fluminense FC. Z klubem z Rio de Janeiro zdobył Puchar Brazylii 2007, co zaowocowało awansem Fluminense do Copa Libertadores po ponad dwudziestoletniej przerwie. W rozgrywkach Copa Libertadores 2008 Fluminense dotarło do finału, w którym uległo ekwadorskiemu LDU Quito. Luiz Alberto wystąpił w obu spotkaniach i pełnił w nich funkcję kapitana. W 2009 roku dotarł do finału Copa Sudamericana 2009, w którym Fluminense uległ ekwadorskiemu LDU Quito.
W 2010 był wypożyczony do argentyńskiego Boca Juniors. W 2011 był zawodnikiem drugoligowego Duque de Caxias FC. Na początku 2012 podpisał kontrakt z występującą w lidze stanowej Rio de Janeiro – Boavistą Saquarema.

## Kariera reprezentacyjna
Luiz Alberto zadebiutował w reprezentacji Brazylii 30 lipca 1999 w meczu z reprezentacją Nowej Zelandii, podczas Pucharu Konfederacji, na którym Brazylia zajęła drugie miejsce. Był to jego jedyny mecz w barwach Canarinhos.